# Есканьюела
Есканьюела (ісп. Escañuela) — муніципалітет в Іспанії, у складі автономної спільноти Андалусія, у провінції Хаен. Населення — 988 осіб (2010).
Муніципалітет розташований на відстані близько 280 км на південь від Мадрида, 24 км на північний захід від Хаена.

## Демографія
Динаміка населення (INE ):